# تشينسالي
تشينسالي هي مدينة من مدن زامبيا إحدى مدن مقاطعة تشينسالي في محافظة موتشينغا وهي عاصمة المحافظة. وهي الموطن الأصلي لشعب بيمبا.

## أعلام
- كينيث كاوندا
- بيتي كاوندا